# Lillestrøm
Lillestrøm este o localitate din comuna Skedsmo, provincia Akershus, Norvegia.